# Comasteridae
Famille
Les Comasteridae étaient une famille de comatules, considérée obsolète depuis 2015 et désormais remplacée par celle des Comatulidae. 

## Description et caractéristiques
Crinoïdes non pédonculés, ils s'accrochent au substrat par des cirres mobiles en forme de griffes et sont capables de se déplacer en rampant.
Le centrodorsal est discoïdal ou pentagonal, rarement en forme d'étoile. L'apex aboral est large, sans cirrus, plat ou légèrement convexe ou concave. L'étoile aborale est absente, mais le centre du tegmen est parfois enfoncé. La cavité centrodorsale fait moins de 30 % du diamètre du centrodorsal (un peu plus chez les petites espèces). Les bras se divisent au moins au second primibrachial, parfois beaucoup (jusqu'à 180 bras pour certaines espèces). La bouche est parfois excentrée sur le tegmen, dans quel cas l'anus la remplace en position subcentrale.
Cette famille compte 97 espèces, réparties en 21 genres, ce qui en fait la seconde famille de crinoïdes la plus diversifiée derrière les Antedonidae, représentant environ 1/6e des espèces de crinoïdes connues. 

## Liste des genres
Cette famille est désormais invalide, et remplacée par celle des Comatulidae.